# Gargas (Górna Garonna)
Gargas – miejscowość i gmina we Francji, w regionie Oksytania, w departamencie Górna Garonna.
Według danych na rok 1990 gminę zamieszkiwało 425 osób, a gęstość zaludnienia wynosiła 58 osób/km² (wśród 3020 gmin regionu Midi-Pireneje Gargas plasuje się na 652. miejscu pod względem liczby ludności, natomiast pod względem powierzchni na miejscu 1302.).

## Zabytki

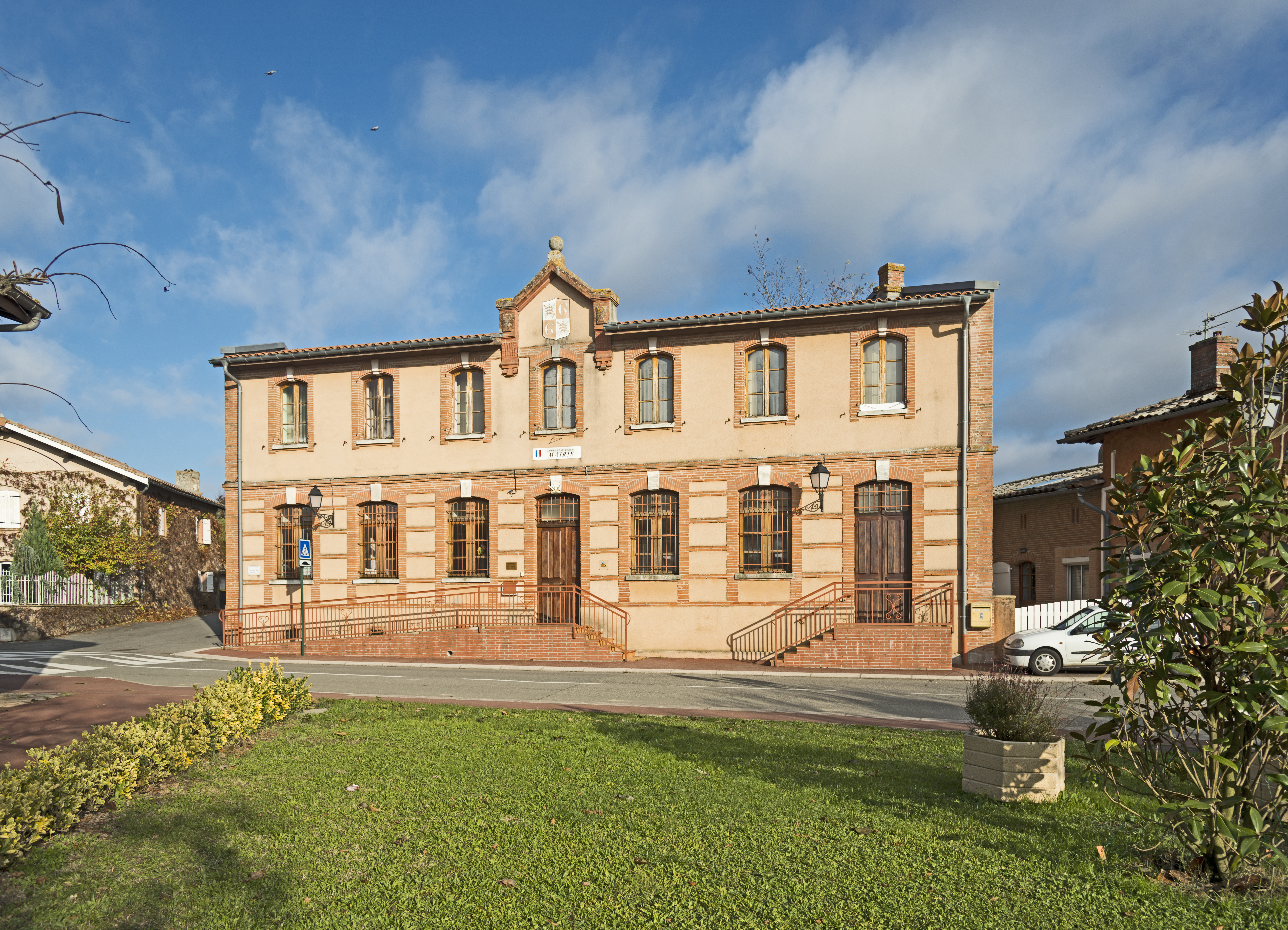
Ratusz.
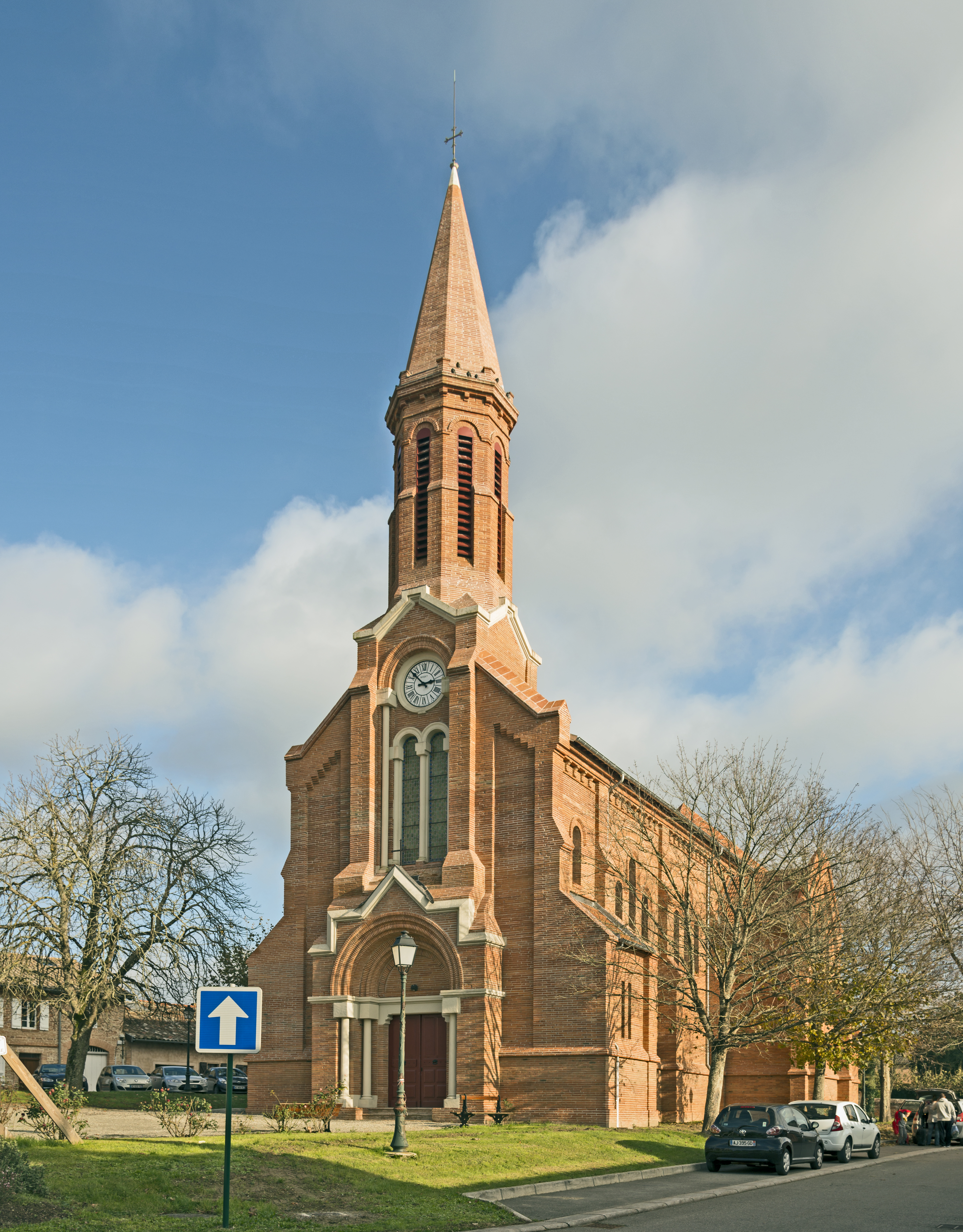
Kościół.